# 수선화 (1973년 영화)
"수선화"는 한국에서 제작된 최훈 감독의 1973년 드라마 영화이다. 장동휘 등이 주연으로 출연하였고 김용덕 등이 제작에 참여하였다.

## 출연

### 주연
- 장동휘
- 고은아
- 박지영